# Euproctis repanda
Euproctis repanda är en fjärilsart som beskrevs av Walker 1865. Euproctis repanda ingår i släktet Euproctis och familjen tofsspinnare. Inga underarter finns listade i Catalogue of Life.